# Nassarius horridus
Nassarius horridus is een slakkensoort uit de familie van de fuikhorens (Nassariidae). De wetenschappelijke naam van de soort werd in 1847 voor het eerst geldig gepubliceerd door Dunker.